# Saša Jovanovic
Saša Jovanovic (15 de diciembre de 1991, Lazarevac, Serbia) es un futbolista serbio que ocupa la demarcación de centrocampista. Desde 2022 juega en el F. K. TSC de la Superliga serbia.

## Carrera profesional
Es un jugador diestro de 1,76 metros de estatura, que se desenvuelve por ambas bandas en el que recaló desde el Smeredevo tras su paso anterior por el Kolubara Lazarevac de su país. Tras abandonar en 2014 el Smeredevo, firmó con el FK Mladost Lucani en el que jugaría durante tres temporadas.
En las filas del FK Mladost Lucani, el serbio disputó en total 98 encuentros, con veintiún goles anotados, y en verano de 2017, jugó la fase de clasificación para la Liga Europa con el Mladost Lucani.
En agosto de 2017 se convirtió en nuevo jugador del Córdoba por tres temporadas, según informó el propio conjunto andaluz.
En agosto de 2019 regresó a España para jugar con el Real Club Deportivo de La Coruña en la Segunda División, que llegaría a Riazor cedido por el Al-Fateh de Arabia Saudí.

## Clubes
| Club                                  | País           | Año       |
| ------------------------------------- | -------------- | --------- |
| F. K. Kolubara Lazarevac              | Serbia         | 2009-2013 |
| F. K. Smederevo                       | Serbia         | 2013-2014 |
| F. K. Mladost Lučani                  | Serbia         | 2014-2017 |
| Córdoba C. F.                         | España         | 2017-2019 |
| Al-Fateh S. C.                        | Arabia Saudita | 2019-2021 |
| R. C. Deportivo de La Coruña (cedido) | España         | 2019-2020 |
| F. K. Mladost Lučani                  | Serbia         | 2021-2022 |
| F. K. TSC                             | Serbia         | 2022-     |